# 草加市立草加小学校
草加市立草加小学校（そうかしりつ そうかしょうがっこう）は、埼玉県草加市住吉にある公立小学校。

## 沿革
- 1872年（明治5年） - 真言宗智山派寺院東福寺にあった協和学舎を草加学校と称し開校した。
- 1897年（明治30年）3月 - 現在地（大川図書の屋敷跡）に校舎を建設し、移転。
- 1897年（明治30年）10日 - 高等科を併置し、草加尋常高等小学校となる。
- 1926年（大正15年）9月 - 県下最初となる鉄筋コンクリート造校舎（西校舎）が竣工。
- 1928年（昭和3年）7月 - 県下最初となるプール（25M×7M）が竣工。
- 1941年（昭和16年）4月 - 草加国民学校（初等科、高等科）と改称。
- 1943年（昭和21年）4月 - 草加町立草加小学校と改称。
- 1961年（昭和36年）4月 - 文部大臣より保健統計優良校として表彰。
- 1982年（昭和57年）4月 - 西校舎が草加市の歴史民俗資料館となり市に移管される。
- 2006年（平成20年）10月 - 草加市歴史民俗資料館（旧西校舎）が国の登録有形文化財に登録される。

## アクセス
- 東武伊勢崎線草加駅より徒歩約5分。

## 著名な卒業生
- 今井宏 - 政治家、総務副大臣（第2次小泉改造内閣、第3次小泉内閣）、草加市長（第5代）
- ヘンリー大川 - 俳優
- 山川百合子 - 政治家